# Max Neuburger

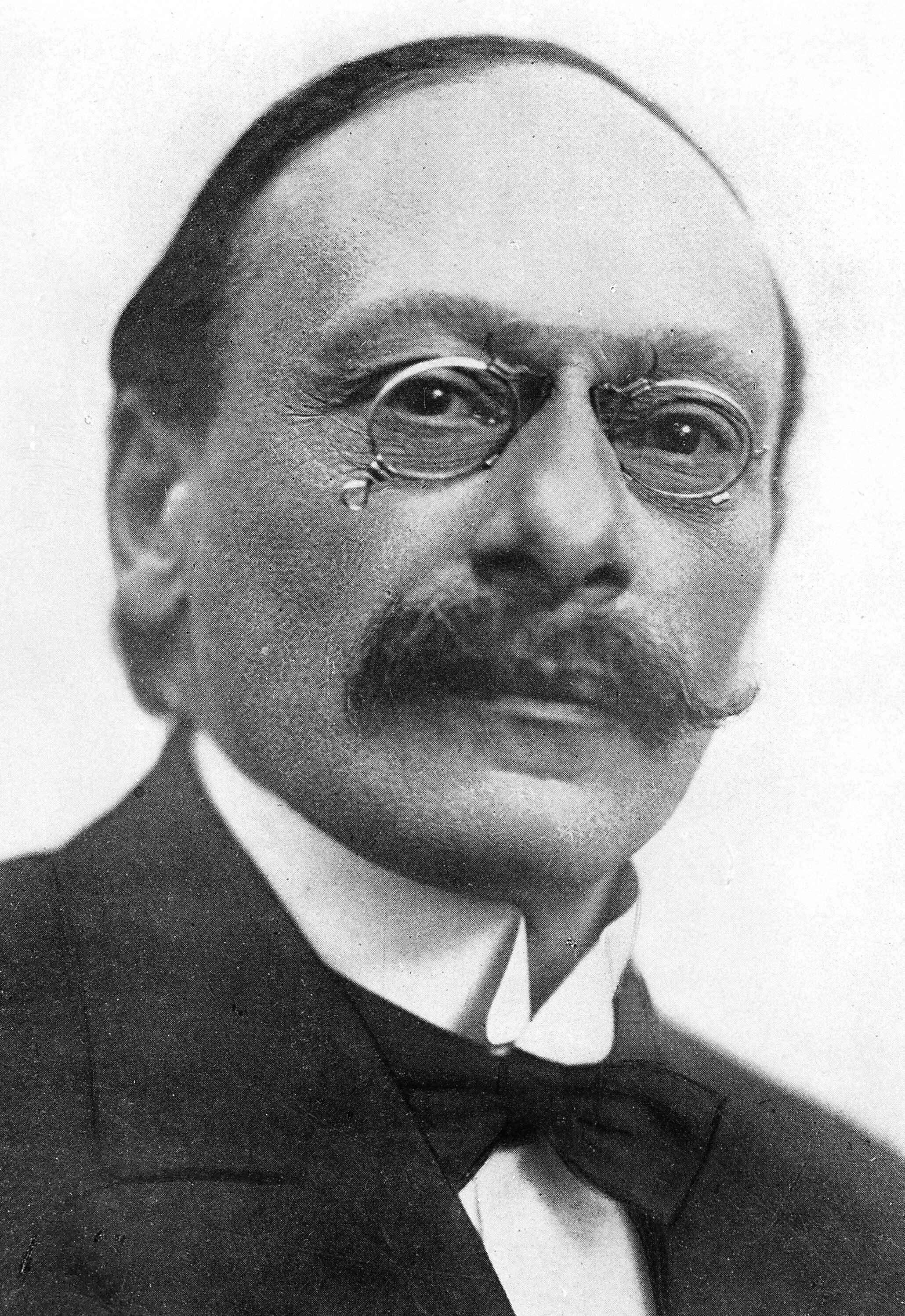
Max Neuburger, 1928.

Max Neuburger, född 8 december 1868 i Wien, död där 15 mars 1955, var en österrikisk läkare.
Neuburger blev 1898 privatdocent samt 1904 extra ordinarie och 1917 ordinarie professor i medicinens historia vid Wiens universitet. Han var en framstående medicinsk historisk författare. Han höll föredrag i Stockholm 1923.